# Portada/efemèride febrer 15
Nat King Cole
« 14 de febrer · 15 de febrer · 16 de febrer »